# 田中弥生 (経営学者)

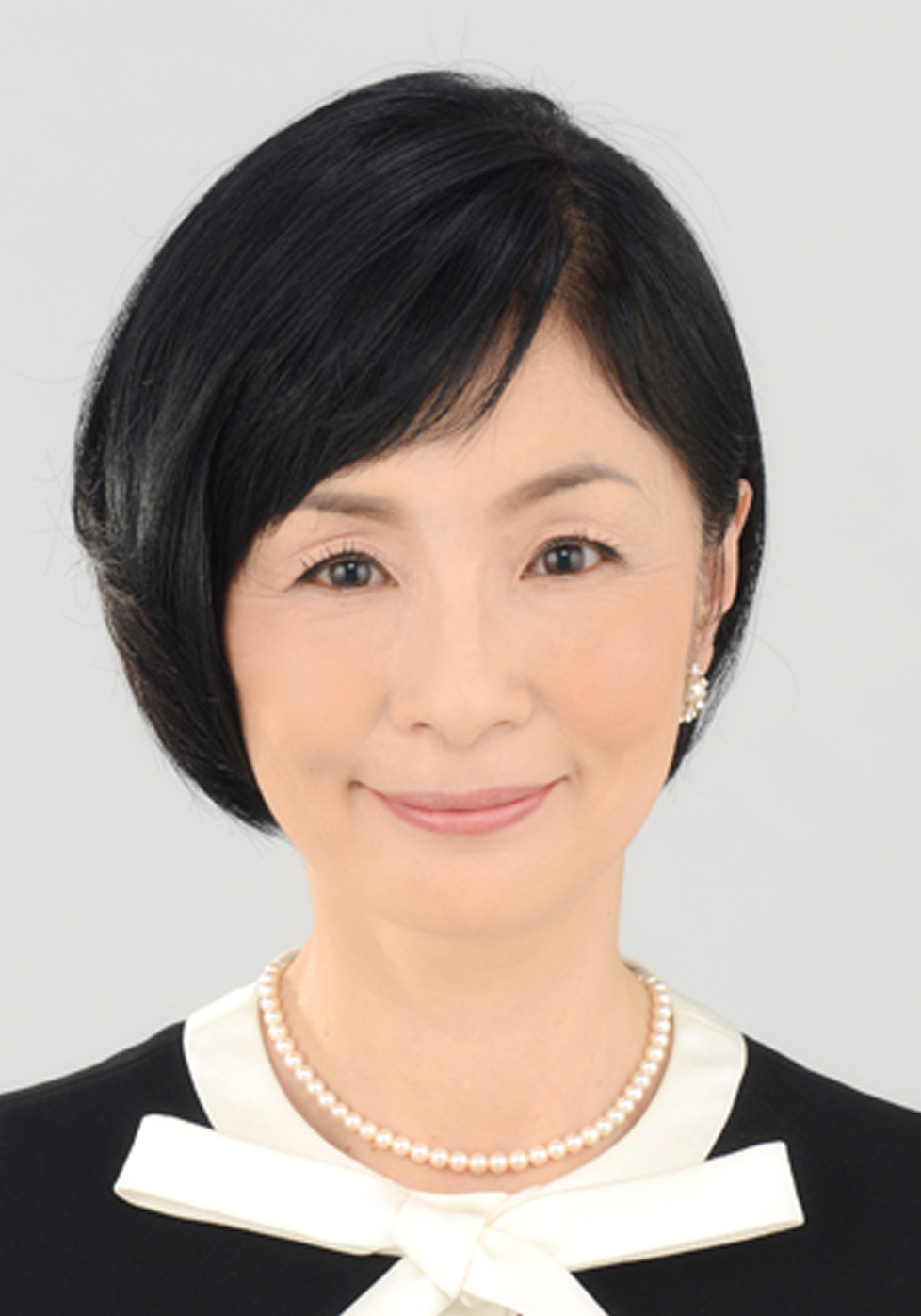
会計検査院より公開された肖像

田中 弥生（たなか やよい、1960年3月20日 - ）は、日本の経営学者。会計検査院長、検査官。大学評価・学位授与機構研究開発部教授・芝浦工業大学特任教授・住友商事取締役・IHI取締役・日本NPO学会会長等を歴任。専門は非営利組織論。

## 人物・経歴
東京都出身。1982年上智大学文学部卒業、日本光学工業入社。1986年笹川平和財団研究員。2002年国際協力銀行プロジェクト開発部参事役。同年論文「民間非営利セクターのインターメディアリ機能に関する研究」で大阪大学より博士（国際公共政策）の学位を取得。2003年東京大学大学院工学系研究科寄付講座客員助教授。2006年独立行政法人大学評価・学位授与機構国際連携センター助教授。2007年独立行政法人大学評価・学位授与機構評価研究部准教授、東京大学公共政策大学院非常勤講師、財務省財政制度等審議会委員。2012年日本NPO学会会長。2013年独立行政法人大学評価・学位授与機構研究開発部教授。同年行政改革推進会議委員。2015年総務省政策評価審議会委員、住友商事取締役。2017年独立行政法人大学改革支援・学位授与機構研究開発部特任教授、IHI取締役、大阪大学招へい教授、ソーシャル・ガバナンス研究所代表、総務省公共ガバナンス・アドバイザー。2018年芝浦工業大学特任教授。2019年女性としては2人目となる会計検査院検査官に就任。2020年東京大学公共政策大学院客員教授。専門は非営利組織論。2024年会計検査院長。在任中は、会計検査報告の随時公開を進める等改革を行なった。

## 著作

### 著書
- 『「NPO」幻想と現実 : それは本当に人々を幸福にしているのだろうか?』同友館 1999年
- 『NPOと社会をつなぐ : NPOを変える評価とインターメディアリ』東京大学出版会 2005年
- 『NPOが自立する日 : 行政の下請け化に未来はない』日本評論社 2006年
- 『NPO新時代 : 市民性創造のために』明石書店 2008年
- 『市民社会政策論 : 3・11後の政府・NPO・ボランティアを考えるために』明石書店 2011年
- 『ドラッカー2020年の日本人への「預言」』集英社 2012年

### 訳書
- ピーター・ドラッカー編著『非営利組織の「自己評価手法」 : 参加型マネジメントへのワークブック』ダイヤモンド社 1995年
- ピーター・ドラッカー, G.J.スターン編著『非営利組織の成果重視マネジメント : NPO・行政・公益法人のための「自己評価手法」』（監訳）ダイヤモンド社 2000年